# Udes na jalovištu u Zgorigradu
Шаблон:РГФ032018
Zgorigrad je selo useverozapadnoj Bugarskoj, u Vračanskoj oblasti. Administrativni centar Vračanske oblasti je grad Vraca. Selo Zgorigrad je 4 km jugozapadno od grada Vraca. Vraca u prevodu znači „grad iza planina“. U ovom selu dogodila se jedna od najvećih rudarskih nesreća u Bugarskoju koja je uništila veliko područje oko sela i odnela mnogo života. Tragovi ove katastrofe i danas su vidljivi.

## Proboj nasipa na jalovištu
Nesrći su prethodile obilne atmosferske padavine koje su pogodile ovu regiju i trajale četiri dana. Proboj nasipa na jalovišti rudnika Plakalnitsa dogodio se 1. maja 1966. godine. U 11:25 oko 500000 tona vode, mulja i mobilisanog otpada izlilo se u reku Leva, nadolazeći talas visine oko 3 metra,pogodio je selo Zgorigrad i dosegao do gradskog centra Vrace ugrozivši jedanu od najnaseljenijih gradskih oblasti. Procenjeno je da je trećina kuća u selu Zgorigrad uništena, a veliki broj stanovnika i životinja su se udavili. Vlada je pokušala da prikrije ovaj incident zbog čega je zvanično prijavljeno 118 žrtava, a smatra se da ih je bilo preko 500. 
Iako su operateri na jalovištu pokušali da spreče tragediju iskopavanjem kanala za odvodnjavanje, nisu uspeli, stabilnost nasipa je već bila narušena i došlo je do proboja nasipa. Smatra se da je do incidenta došlo usled više faktora kao što su loše projektovanje, zanemarivanje i nestručno upravljanje jalovištem, dok su atmosferske prilike bile samo okidač. 
U trenutku nesreće visina nasipa je bila 12 metara i zapremina otpadnog mulja koji je bio odložen iznosila je 220000 metara kubnih. Ovaj otpad nastao je u procesima proizvodnje olova, cinka, bakra i srebra. Poplavni talas se kretao 6 do 8 km kroz dolinu i uništio selo Zgorigrad.
U blizini mesta nesreće nalazi se poznati vodopad „Borow Kamak“.